# دیرباز
برخی افراد با نام خانوادگی دیرباز عبارتند از:
- عسگر دیرباز روحانی شیعه، استاد دانشگاه در رشته فلسفه اسلامی، نماینده مجلس خبرگان رهبری و رئیس سابق دانشگاه قم
- علی دیرباز نماینده دوره هفتم مجلس شورای اسلامی
- کامبیز دیرباز بازیگر ایرانی